# Roger Dooley
Roger Dooley  es un personaje ficticio que aparece en los cómics estadounidenses publicados por Marvel Comics.
Shea Whigham apareció como Roger Dooley en Agent Carter. Fue representado como el jefe de la Reserva Científica Estratégica (o SSR para abreviar) que supervisó a los agentes Peggy Carter, Jack Thompson y Daniel Sousa.

## Historial de publicaciones
Roger Dooley apareció por primera vez en Marvel Graphic Novel # 18 y fue creado por John Byrne.

## Biografía del personaje ficticio
Roger Dooley era un Oficial Especial de Nivel Cuatro para S.H.I.E.L.D.
Dooley fue puesta a cargo de una operación para evaluar a She-Hulk. Durante la operación, accidentalmente teletransportó una colonia de cucarachas sensibles que más tarde se hizo cargo de su cuerpo. Cuando las cucarachas intentaron que él se hiciera cargo de She-Hulk, ella lo tiró y su cuerpo se rompió.

## Poderes y habilidades
Roger Dooley era un agente de S.H.I.E.L.D. entrenado.

## En otros medios

### Televisión
- Shea Whigham aparece como Roger Dooley en Agent Carter.[3]Él es representado como el jefe de la Reserva Científica Estratégica (o SSR para abreviar) que supervisa a los agentes Peggy Carter, Jack Thompson y Daniel Sousa.[4] Debido a la falta de "una rica historia de historietas para dibujar", Whigham creó su propio fondo para el personaje en el que dijo "No creo que Dooley sea un candidato político. Creo que fui ascendiendo buen trabajo duro. No creo que sea un político de ningún tipo. Dooley tiene un sentido del humor bastante perverso".[5] A diferencia de muchos otros agentes, Whigham cree que Dooley respeta a Carter, y dice: "Creo que le gusta. Creo que le importa mucho. No estoy seguro de que siempre pueda mostrar eso, pero creo que verás que él se preocupa profundamente por Carter. Y estas son cosas que lo mantienen despierto por la noche, al igual que los otros muchachos, cuando los envío en misiones".[5] En el episodio "Snafu", se revela que tiene una esposa llamada Loretta y dos hijos y que sirvió en la Segunda Guerra Mundial.[6] Mientras estuvo fuera, Loretta fue infiel, lo que causó problemas matrimoniales.[7] Durante el episodio, el Dr. Ivchenko hipnotiza a Dooley al encerrar a Peggy Carter y Edwin Jarvis en la sala de interrogatorios y conseguirle el artículo n.º 17. Ivchenko incluso termina el trabajo hipnotizando a Dooley para que se ponga un chaleco explosivo. Al ser sacado del trance, Dooley encuentra el chaleco en él cuando comienza a calentarse. Cuando el chaleco está a punto de explotar, Dooley le pide a sus compañeros agentes de SSR que le den un mensaje a su esposa diciéndole que la ama mientras le pide a Carter que atrape a Ivchenko. Dooley corre hacia la ventana mientras dispara por el vidrio y salta de él mientras el chaleco explota durante su caída al morir.[6]